# Jules Gounon
Jules Jean-Louis Gounon (Aubenas, 31 dicembre 1994) è un pilota automobilistico francese con passaporto andorrano, due volte vincitore della 24 Ore di Spa nel 2017 e 2022, inoltre nel 2023 ha vinto l'Intercontinental GT Challenge.
Suo padre è Jean-Marc Gounon, ex pilota di Formula 1 e vincitore di classe della 24 Ore di Le Mans 1997.

## Carriera
Jules Gounon, seguendo le orme del padre, da giovanissimo inizia a competere in kart vincendo il campionato nazionale nel 2011 e l'anno seguente vince il mondiale X30. Visto gli ottimi risultati passa alle corse in monoposto nel 2013 correndo nella Formula 4 francese dove ottiene sei vittorie e chiude al secondo posto dietro Anthoine Hubert. L'anno seguente passa alla Formula Renault ma non ottiene grandi risultati.
Nel 2015, Jules cambia i suoi piani passando alle corse GT correndo la Porsche Carrera Cup Francia dove torna alla vittoria e chiude sesto in classifica. Dal 2016 passa alla ADAC GT Masters guidando la Corvette C7 GT3-R. Nel suo secondo anno nella serie riesce a laurearsi campione con tre vittorie. Nel 2017 ottiene la sua prima vittoria alla 24 Ore di Spa con l'Audi R8 LMS.
Dal 2018 il pilota francese si impegna nella Blancpain GT Series Endurance Cup (attuale GT World Challenge Europe) diventando pilota ufficiale della Bentley. L'anno seguente esordisce con la Ferrari 488 GTE Evo nella 24 Ore di Le Mans insieme a Oliver Jarvis e Pipo Derani. Nel 2020 oltre a tornare a Le Mans, dove ottiene il quarto posto di classe, partecipa e vince la 12 Ore di Bathurst con la Bentley Continental GT3. 
Nel 2021 Gounon diventa pilota ufficiale della Mercedes-Benz, ottiene il secondo posto nella GT World Challenge Europe endurance cup insieme a Daniel Juncadella e Raffaele Marciello. Nel 2022 sempre con Marciello e Juncadella vince la sua seconda 24 Ore di Spa e a fine stagione riesce a vincere il GTWCE davanti alla Ferrari di Antonio Fuoco per soli due punti. A fine anno Gounon rinnova ancora con la Mercedes. 
Nella stagione 2023 replica il risultato dell'anno precedente rivincendo il GTWCE insieme a Timur Boguslavskiy e Marciello. Inoltre ottiene la vittoria di classe alla 24 Ore di Daytona e la vittoria assoluta nella 12 Ore di Bathurst. Gounon grazie a questi risultati riesce a vincere anche l'Intercontinental GT Challenge. Per la stagione 2024 è impegnato, sempre con Mercedes, nel campionato IMSA in coppia con Maro Engel nella classe GTD Pro.
Nel 2024 oltre agli impegni in GT con la Mercedes, diventa pilota di riserva dell'Alpine Endurance Team nel Campionato del mondo endurance. Visto l'infortunio di Ferdinand Habsburg, Gounon esordisce nel WEC con Alpine durante la 6 Ore di Imola 2024. Prese parte anche alla 6 Ore di Spa-Francorchamps 2024 ma dalla gara seguente torno in panchina. Durante la stagione scende in pista con l'Alpine anche per la 6 Ore del Fuji sostituendo Paul-Loup Chatin. Visto il ritiro di Nicolas Lapierre, Gounon prese parte anche 8 Ore del Bahrain.

## Risultati

### 24 Ore di Le Mans
| Anno | Team                  | Co-piloti                           | Vettura             | Classe   | Giri | Pos. | Classe pos. |
| ---- | --------------------- | ----------------------------------- | ------------------- | -------- | ---- | ---- | ----------- |
| 2019 | Risi Competizione     | Oliver Jarvis Pipo Derani           | Ferrari 488 GTE Evo | GTE Pro  | 329  | 40°  | 11°         |
| 2020 | Risi Competizione     | Sébastien Bourdais Olivier Pla      | Ferrari 488 GTE Evo | GTE Pro  | 339  | 23°  | 4°          |
| 2025 | Alpine Endurance Team | Mick Schumacher Frédéric Makowiecki | Alpine A424         | Hypercar | 384  | 10°  | 10°         |

### 24 Ore di Daytona
| Anno | Team               | Co-piloti                                            | Vettura              | Classe  | Giri | Pos. | Classe pos. |
| ---- | ------------------ | ---------------------------------------------------- | -------------------- | ------- | ---- | ---- | ----------- |
| 2017 | Montaplast         | Connor De Phillippi Christopher Mies Jeffery Schmidt | Audi R8 LMS          | GTD     | 634  | 19°  | 2°          |
| 2020 | Meyer Shank Racing | Mario Farnbacher Matt McMurry Shinya Michimi         | Acura NSX GT3 Evo    | GTD     | 747  | 28°  | 10°         |
| 2021 | Risi Competizione  | James Calado Alessandro Pier Guidi Davide Rigon      | Ferrari 488 GTE      | GTLM    | 769  | 14°  | 4°          |
| 2022 | WeatherTech Racing | Maro Engel Daniel Juncadella Cooper MacNeil          | Mercedes-AMG GT3 Evo | GTD Pro | 487  | 49°  | 11°         |
| 2023 | WeatherTech Racing | Maro Engel Daniel Juncadella Cooper MacNeil          | Mercedes-AMG GT3 Evo | GTD Pro | 729  | 17°  | 1°          |
| 2024 | SunEnergy1 Racing  | Maro Engel Kenny Habul Luca Stolz                    | Mercedes-AMG GT3 Evo | GTD Pro | 193  | Rit  | Rit         |

### 12 Ore di Bathurst
| Anno | Team                                              | Co-piloti                            | Vettura                 | Classe | Giri | Pos. | Classe pos. |
| ---- | ------------------------------------------------- | ------------------------------------ | ----------------------- | ------ | ---- | ---- | ----------- |
| 2018 | M-Sport                                           | Guy Smith Steven Kane                | Bentley Continental GT3 | Pro    | 265  | 16°  | 6°          |
| 2019 | M-Sport                                           | Steven Kane Jordan Pepper            | Bentley Continental GT3 | Pro    | 311  | 8°   | 8°          |
| 2020 | M-Sport                                           | Jordan Pepper Maxime Soulet          | Bentley Continental GT3 | Pro    | 314  | 1°   | 1°          |
| 2022 | SunEnergy1 Racing / Triple Eight Race Engineering | Kenny Habul Martin Konrad Luca Stolz | Mercedes-AMG GT3 Evo    | Pro-Am | 291  | 1°   | 1°          |
| 2023 | SunEnergy1 Racing / AKKodis ASP Team              | Kenny Habul Luca Stolz               | Mercedes-AMG GT3 Evo    | Pro    | 323  | 1°   | 1°          |
| 2024 | SunEnergy1 Racing                                 | Kenny Habul Luca Stolz               | Mercedes-AMG GT3 Evo    | Pro    | 275  | 2°   | 2°          |

### Risultati nel WEC
| Anno    | Squadra               | Classe   | Vettura     | QAT | IMO | SPA | LMS | SÃO | COA | FUJ | BHR | Punti | Pos. |
| ------- | --------------------- | -------- | ----------- | --- | --- | --- | --- | --- | --- | --- | --- | ----- | ---- |
| 2024    | Alpine Endurance Team | Hypercar | Alpine A424 |     | 13  | 9   |     |     |     | 7   | 4   | 24    | 21°  |
| Anno    | Squadra               | Classe   | Vettura     | QAT | IMO | SPA | LMS | SÃO | COA | FUJ | BHR | Punti | Pos. |
| 2025    | Alpine Endurance Team | Hypercar | Alpine A424 | 14  | 3   | 3   | 9   |     |     |     |     | 34*   |      |
| Legenda |                       |          |             |     |     |     |     |     |     |     |     |       |      |

* Stagione in corso.

## Palmarès
- 2  24 Ore di Spa: (2017, 2022)
- 3  12 Ore di Bathurst: (2020, 2022, 2023)
- 1  Intercontinental GT Challenge: (2023)
- 1  24 Ore di Daytona: (2023)
- 2  GT World Challenge Europe Endurance Cup: (2022, 2023)
- 1  ADAC GT Masters: (2017)